# Quelqu'un derrière la porte
Pour plus de détails, voir Fiche technique et Distribution.
Quelqu'un derrière la porte est un film franco-italien réalisé par Nicolas Gessner, sorti en 1971.

## Synopsis
À Folkestone, le neuropsychiatre Laurence Jeffries monte un stratagème pour se venger de l’infidélité de sa femme partie retrouver son amant à Paris. Il persuade un dangereux malade amnésique que celui-ci est le mari bafoué et le met sur la piste parisienne ...

## Fiche technique
- Titre : Quelqu'un derrière la porte
- Titre italien : Qualcuno dietro la porta
- Réalisation : Nicolas Gessner, assisté de Michel Lang
- Scénario : Nicolas Gessner, Marc Behm, Lorenzo Ventavoli et Jacques Robert d’après son roman homonyme (Éditions Edmond Nalis, Paris, 1967)
- Dialogues : Nicolas Gessner, Marc Behm, Jacques Robert
- Photographie : Pierre Lhomme
- Montage : Victoria Mercanton
- Musique : Georges Garvarentz
- Décors : Jean d'Eaubonne
- Pays d’origine :  France |  Italie
- Année de tournage : 1970
- Tournage extérieur : Folkestone dans le Kent   Royaume-Uni
- Langue de tournage : anglais
- Producteur : Raymond Danon
- Sociétés de production : Comacico, Lira Films, Medusa Film, Société Nouvelle de Cinématographie (SNC)
- Société de distribution : Société Nouvelle de Cinématographie (SNC), Medusa Distribuzione (Italie)
- Format : couleur (Eastmancolor) — 35 mm — 1,66:1 — Son : Mono
- Genre : drame, policier, thriller
- Durée : 97 minutes (1 h 37)
- Dates de sortie : 
  - France : 28 juillet 1971
  - Italie : 21 août 1971
- Affiche : Jacques Vaissier (France)

## Distribution
- Anthony Perkins (VF : Bernard Tiphaine) : Laurence Jeffries
- Jill Ireland (VF : Évelyne Séléna) : Frances Jeffries
- Charles Bronson (VF : John Berry) : l’étranger
- Henri Garcin : Paul Damien
- Adriano Magistretti : Andrew
- Agathe Natanson : Lucy
- Denise Péronne : l'infirmière

## Théâtre
- 1975 : Quelqu'un derrière la porte (de Jacques Robert), réalisation de Pierre Sabbagh, Au théâtre ce soir